# الکساندر جی موتیل
الکساندر جی موتیل (اوکراینی: Олександр Мотиль؛ زادهٔ ۲۱ اکتبر ۱۹۵۳) تاریخ‌نگار، هنرمند، استاد دانشگاه، نویسنده، و کارشناس سیاسی اهل ایالات متحده آمریکا است.